# 神奈川県道21号横浜鎌倉線
神奈川県道21号横浜鎌倉線（かながわけんどう21ごうよこはまかまくらせん）は、神奈川県横浜市中区の本町三丁目交差点から同県鎌倉市の滑川交差点に至る県道（主要地方道）である。

## 概要
本路線は横浜市と鎌倉市を結ぶ幹線道路であり、横浜市においては都市計画道路（横浜国際港都建設計画道路3・3・5号横浜鎌倉線）として「3環状10放射道路」を構成する放射路線の一つとなっている。神奈川県横浜市中区の尾上町交差点 - 南区の吉野町三丁目交差点までは国道16号と重複、横浜市栄区の公田交差点 - 鎌倉市の鎌倉女子大前交差点間は神奈川県道23号原宿六ツ浦線と重複している。
全区間が「鎌倉街道」の通称で呼ばれるほか、一部区間（後述）は「若宮大路」とも呼ばれている。また、神奈川県道23号原宿六ツ浦線との重複区間は「環状4号」とも呼ばれているほか、起点の本町三丁目交差点-関内駅北口交差点間は「関内大通り」とも呼ばれている。

## 路線状況
起点から終点へと、沿道の風景や接続路線などを順次述べていくこととする。なお、本項で「右折」「左折」「直進」とあるのは、すべて起点から見た場合の方向である。

### 横浜市

#### 中区
国道133号に接続する本町三丁目交差点が起点である。ここから南西方向へ進み、尾上町交差点で国道16号に交わり、吉野町三丁目交差点まで重複する。

#### 南区
横浜市営地下鉄ブルーライン吉野町駅の真上にある吉野町3丁目交差点は十字路であり、西南西方向が県道21号、東北東方向が国道16号関内駅・高島町方面、南南東方向が国道16号（横須賀街道）八幡橋・横須賀方面であり、北北西方向は前里町4丁目交差点を経て平戸桜木道路へと繋がっている。吉野町3丁目交差点の少し先には、県道21号をこのまま進んだ場合の上大岡駅と横浜横須賀道路日野インターチェンジまでの所要時間が電光表示で示されており、上大岡駅までは概ね10 - 21分、日野インターチェンジまでは概ね16 - 32分で到達できることがわかる。
県道21号は駿河橋交差点付近から港南中央駅付近までの約5kmは、地下鉄ブルーラインの真上を走る。平坦な片側2車線となっており、カーブも緩やかなものばかりである。
吉野町3丁目交差点を過ぎるとすぐに、吉野橋交差点付近において首都高速神奈川3号狩場線と立体交差する。狩場線と県道21号とは直接繋がっていないが、300mほど先の宮元町1丁目交差点で右折するか、もしくは起点の吉野町3丁目交差点から北北西に曲がり、案内表示に従って進むことで花之木出入口から出入りすることができる（但し、石川町ジャンクション方面のみ）。
吉野橋交差点から蒔田駅を過ぎ、通町1丁目（とおりちょう1ちょうめ）交差点では環状1号と接続している。環状1号はここが起点であり、右折すると井土ヶ谷や狩場線永田出入口、国道1号保土ヶ谷橋交差点へと向かうことができる。
弘明寺駅付近では歩道に屋根が設けられ、アーケードをなしている。なお、京急本線弘明寺駅は500mほど西方に離れており、弘明寺交差点を右折し（西方向へ曲がって）弘明寺商店街を経て向かうことができるが、昼間時間帯は車両進入禁止となっており、それ以外の時間帯も東から西への一方通行となっている。
起点からこのあたりまでは、沿道にはファミリーレストランやガソリンスタンド、コンビニエンスストア、100円ショップ、その他の商業施設やオフィスビル、集合住宅等が雑然とひしめいているが、これらの商業施設には駐車場を持たないものも多いため、特にコンビニエンスストアや100円ショップの前では時間帯によっては路上駐車が多く、片側2車線ではあるが実質的には1車線しか使用できない状態になっていることもしばしばで、混雑や所要時間増大の原因となっている。
向田橋（むかいだばし）交差点では、右折すると横浜横須賀道路別所インターチェンジ、県道21号をこのまま直進すると日野インターチェンジへ続く道となっており、向田橋交差点からの距離は別所インターチェンジの方が近いように記されている。ここから別所インターチェンジへの道は片側1車線ずつは確保されているものの狭隘であり、かつバス路線ともなっているため、擦れ違いの困難さから常時混雑している。

#### 港南区
京急本線が立体交差している下をくぐると、上大岡駅の駅前である。上大岡駅を2階にもつ京急百貨店など、何軒かの高層商業施設が県道21号を挟むように建っている。左側（東側）のウィング上大岡の1階はバスターミナルとなっており、鎌倉方面へ南下するバスはすべてここから発着しているが、右側にはバスターミナルは無く、吉野町方面へ北上するバスの停留所は路上に設けられている。
上大岡駅前から約1km先の港南橋交差点にかけては、深夜・早朝以外は渋滞となっていることが多い。上大岡駅を300mほど過ぎ、関ノ下（せきのした）交差点では、左方向（南南東方向）へ神奈川県道22号横浜伊勢原線（笹下釜利谷道路〈ささげかまりやどうろ〉）が分岐する。

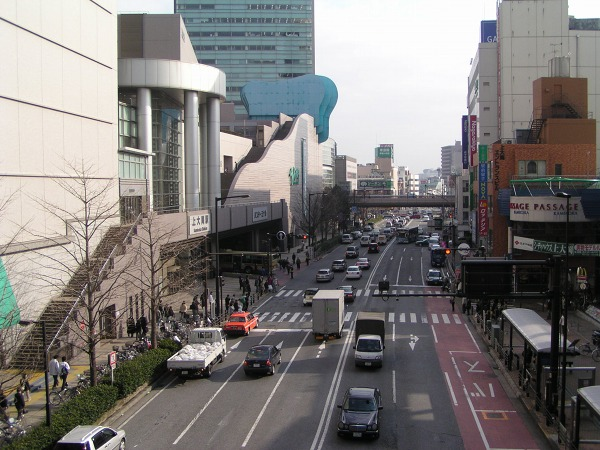
上大岡駅前。左が上大岡駅ビル。
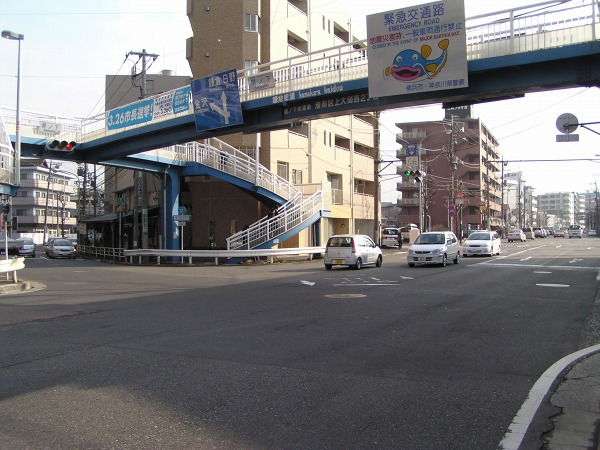
関ノ下交差点。左側へ笹下釜利谷道路が分岐している。
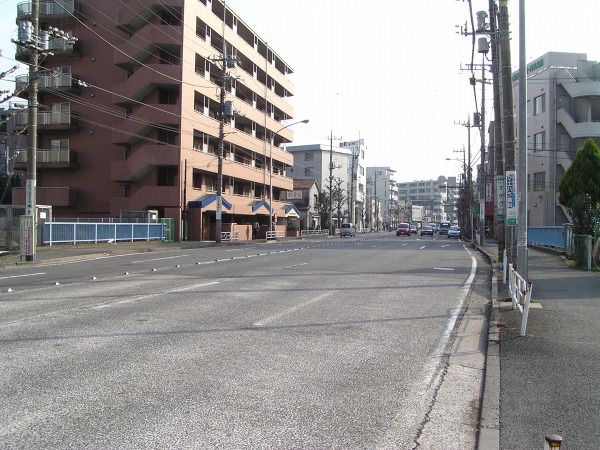
笹下橋で笹下川を渡る。

更に400mほど過ぎると、ヨークフーズの看板を中心に掲げた商業施設「グッディプレイス」が左手に見える。この付近から約200mの間に信号が3箇所あり、下りはここが渋滞の先頭となっていることが多い。関ノ下交差点のすぐ南で、笹下川を笹下橋で渡る。笹下川と日野川の合流点が付近にある。港南橋（こうなんばし）交差点を過ぎると、比較的スムーズな流れとなる。また、起点からここまで地下を走ってきた地下鉄ブルーラインは、港南中央駅から戸塚方面（西方向）へと分岐する。
日野立体（ひのりったい）交差点では環状2号と交差する。左折して（東方向に曲がって）環状2号を磯子方面へ向かうと、国道16号方面と国道357号・首都高速湾岸線磯子出入口方面への分岐があり、後者は国道16号・磯子産業道路を立体交差で跨ぎ、直接国道357号に繋がっている。港南区・栄区から首都高速道路湾岸線へはここを通ると、横浜横須賀道路を使用せず、かつ比較的容易に到達することができる。

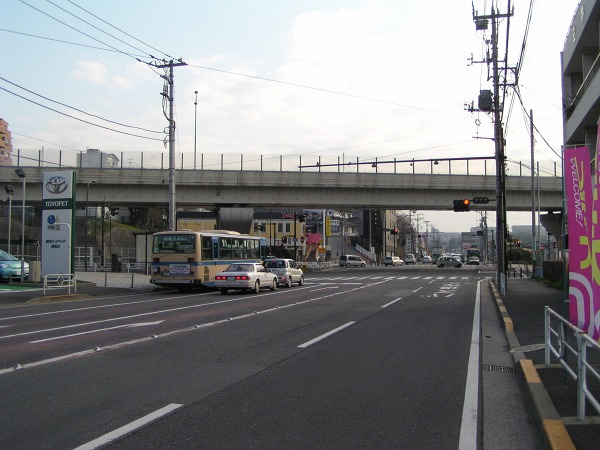
日野立体交差点。上の高架が環状2号。
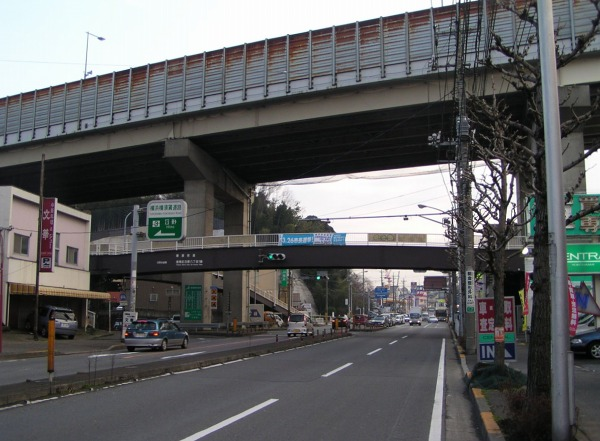
日野インター付近。上の高架は横浜横須賀道路。
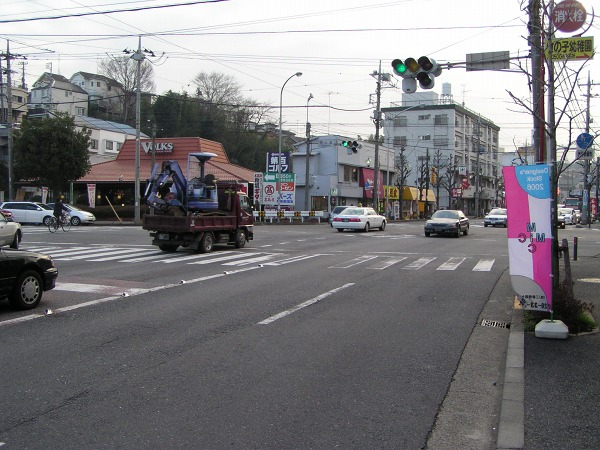
清水橋交差点。

このあたりからは商業施設や集合住宅などの密度は減少し、緑も見えるようになる。また、自動車販売店が多く立地している。特に、吉原（よしわら）交差点から日野立体交差点を経て日野インター入口交差点までの約1.5kmの間には、Honda Cars（本田技研工業）、ジャガー、SUBARU、トヨタモビリティ（いずれもトヨタ自動車）、ブルーライオン（プジョー）、BMW、アルファロメオ、三菱自動車、日産自動車など10軒以上の販売店があり、およそ100 - 200mに1軒の割合で自動車販売店が立地していることになる。
横浜横須賀道路の立体交差の直下にある日野インター入口（ひのインターいりぐち）交差点を左折すると、すぐに横浜横須賀道路の日野インターチェンジがある。狩場方面・佐原方面の両方向への利用が可能である。
清水橋（しみずばし）交差点では、左折する（南南東方向へ曲がる）と港南台駅方面に達するほか、環状3号や神奈川県道23号原宿六ツ浦線（環状4号）へも繋がっている。また、右折する（北北西方向へ曲がる）と上永谷駅方面に達する。

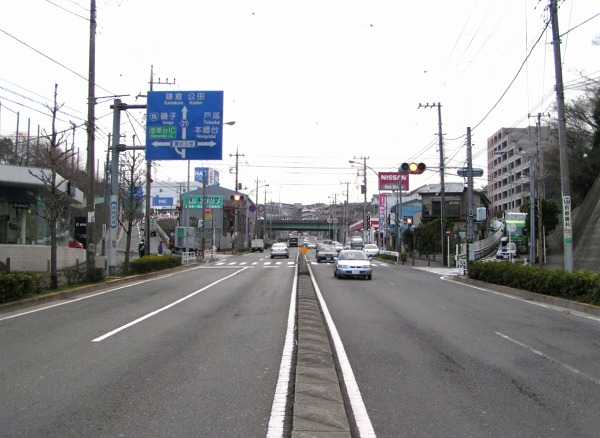
原の立体交差。上の橋が環状3号の原乃橋。

起点から通算すると5つ目にあたる県道21号の上を通る陸橋が、環状3号である。これを利用するためには、陸橋の約100m手前にある信号（名称無し）で左折して側道に入ったのち、環状3号の原乃橋東（はらのはしひがし）交差点で右左折することになる。
この分岐の信号からは緩やかな上り坂となる。環状3号から県道21号に入るための側道が約200m先で合流し、その先にまた信号（名称無し）がある。ここからは急なカーブを伴う、急な下り坂が約400mほど続く。この付近は2006年（平成18年）9月に2車線化工事が完了した。

#### 栄区

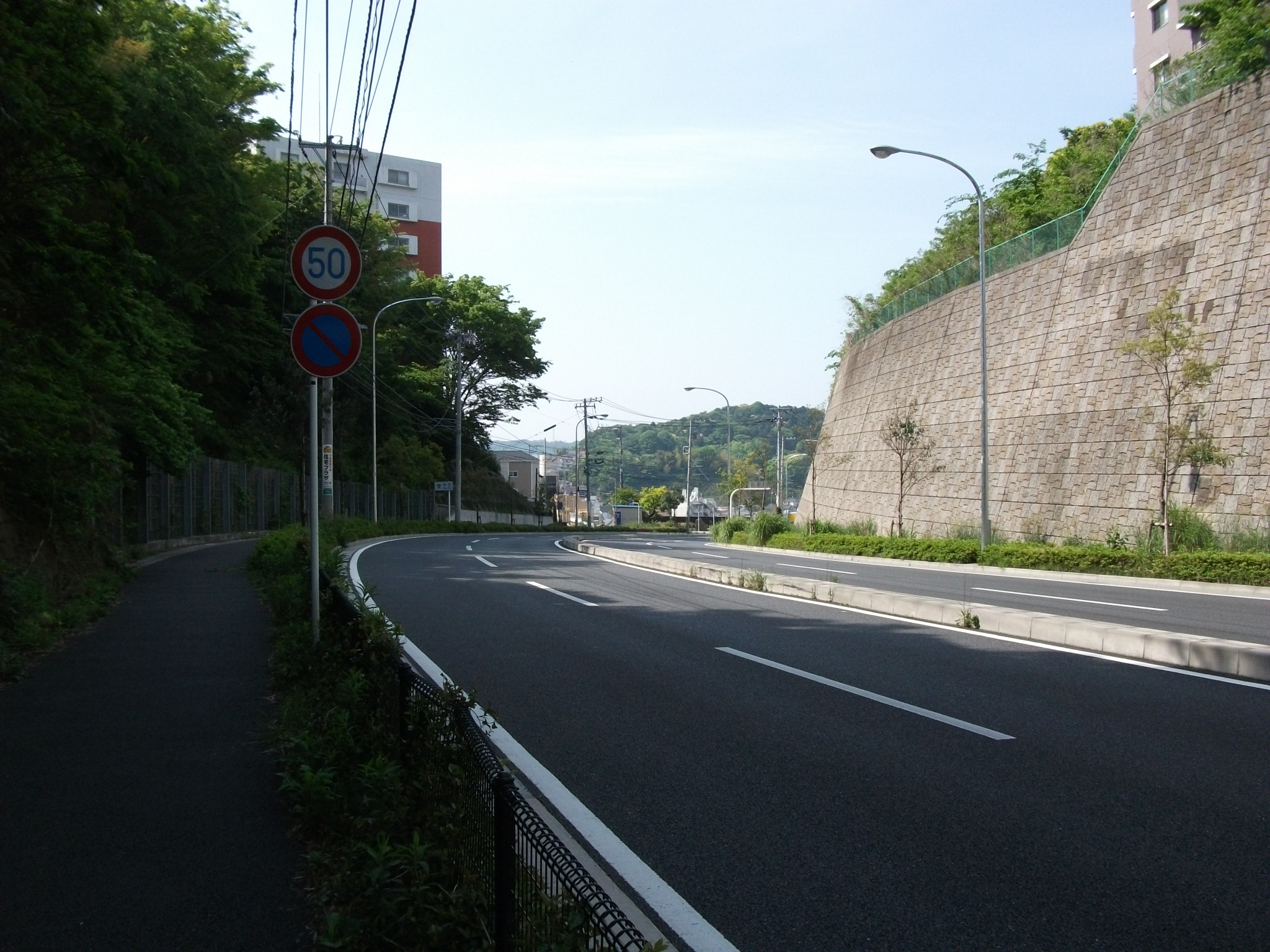
港南・栄区境の七曲付近。奥の森は本郷ふじやま公園。

この連続カーブを過ぎると、緩やかな下り坂が約1km続く。
公田（くでん）交差点からは神奈川県道23号原宿六ツ浦線（環状4号）との重複区間となる。この公田交差点を先頭に渋滞が最長で約500m程度延びることがあるほか、公田交差点から約1km先の鎌倉女子大前交差点までは、両方向とも深夜・早朝を除き常時混雑している。

### 鎌倉市
鎌倉女子大前交差点からは右手が県道23号、左手が県道21号に再び分かれる。なお、ほとんどのバス路線は神奈川県道23号原宿六ツ浦線方面（大船駅方面）へと向かうため、鎌倉女子大前交差点から、約800m先の砂押橋（すなおしばし）交差点までは、県道21号で最も路線バスの運行本数が少ない区間となっている（平日の朝6時台に、江ノ電バスの平島（鎌倉営業所）発 岩瀬・常楽寺経由 大船駅行が1本運行されているのみで、逆方向の設定は無い。また、土曜・休日は運休となっている）。
鎌倉ハム工場、砂押橋交差点、大船警察署などを経ると、常楽寺（じょうらくじ）交差点（砂押橋交差点から約900m）である。ここを右折すると三菱電機情報技術総合研究所を経て大船駅に達する。この付近から約600m先の小袋谷交差点までは、再び常時混雑する区間となる。

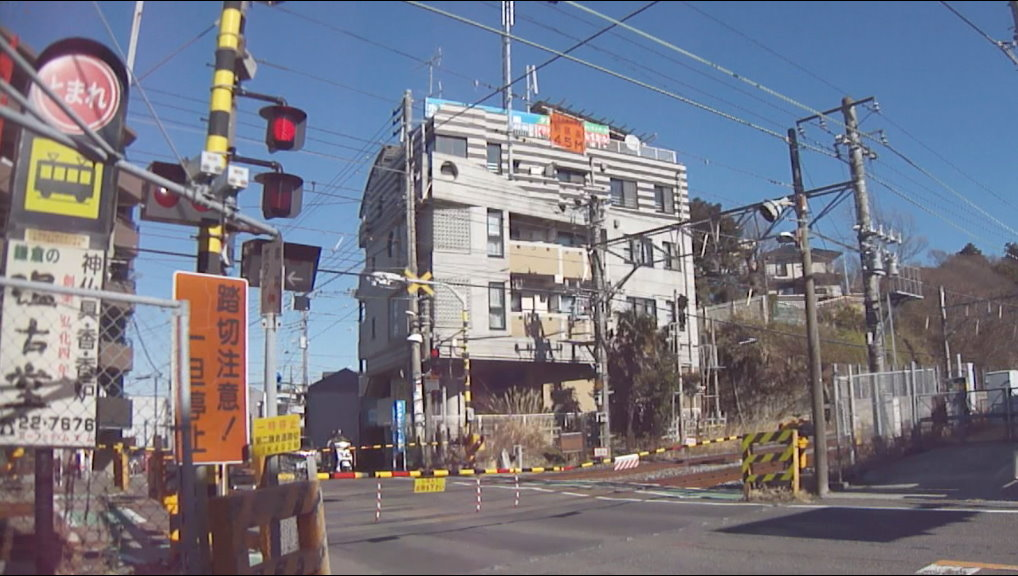
第二鎌倉道踏切、鎌倉方から横浜方を見る。

小袋谷（こぶくろや）交差点は丁字路になっており、北北東が県道21号横浜方面、東南東が県道21号鎌倉方面、西北西が神奈川県道302号小袋谷藤沢線藤沢方面となっている。約100m北北東には横須賀線と交差する「第二鎌倉道踏切」があるほか、交差点自体も各方向とも右左折車線が全く設けられていないため、交差点と踏切とが相まって、渋滞を避けられない構造となっている。この交差点に設置されている信号は、一日中（24時間）、鎌倉方面からが黄色点滅、他の2方面からは赤色点滅となっており、歩行者用信号の押しボタンが押された場合のみ全方向の車両用信号が赤となる。2001年（平成13年）には、この信号を通常の運用とする交通実験が行われたが、点滅運用時を大きく上回る渋滞が発生したため、引き続き点滅運用を続けることとなり現在に至っている。
小袋谷交差点からは車道はより狭隘となり、800mほど進むと北鎌倉駅の駅前を通る。左の画像の下部に見える白線が、県道21号の歩道と車道との境界を示すものである。ここから500mほどの間に、円覚寺、東慶寺、浄智寺、明月院などへ通じる路地が県道21号から延びている。そして、再び横須賀線と踏切で交差したあたりから上り坂が600mほど続き、途中左手に建長寺を見て、巨福呂坂洞門からは急な下り坂となる。
300mほど下ってすぐ大きく右へカーブすると、左手は鶴岡八幡宮の境内である。外堀に沿って300mほど先を左にほぼ直角に折れると、八幡宮前（はちまんぐうまえ）交差点となる。ここを先頭に、渋滞が巨福呂坂洞門付近まで延びていることが多い。

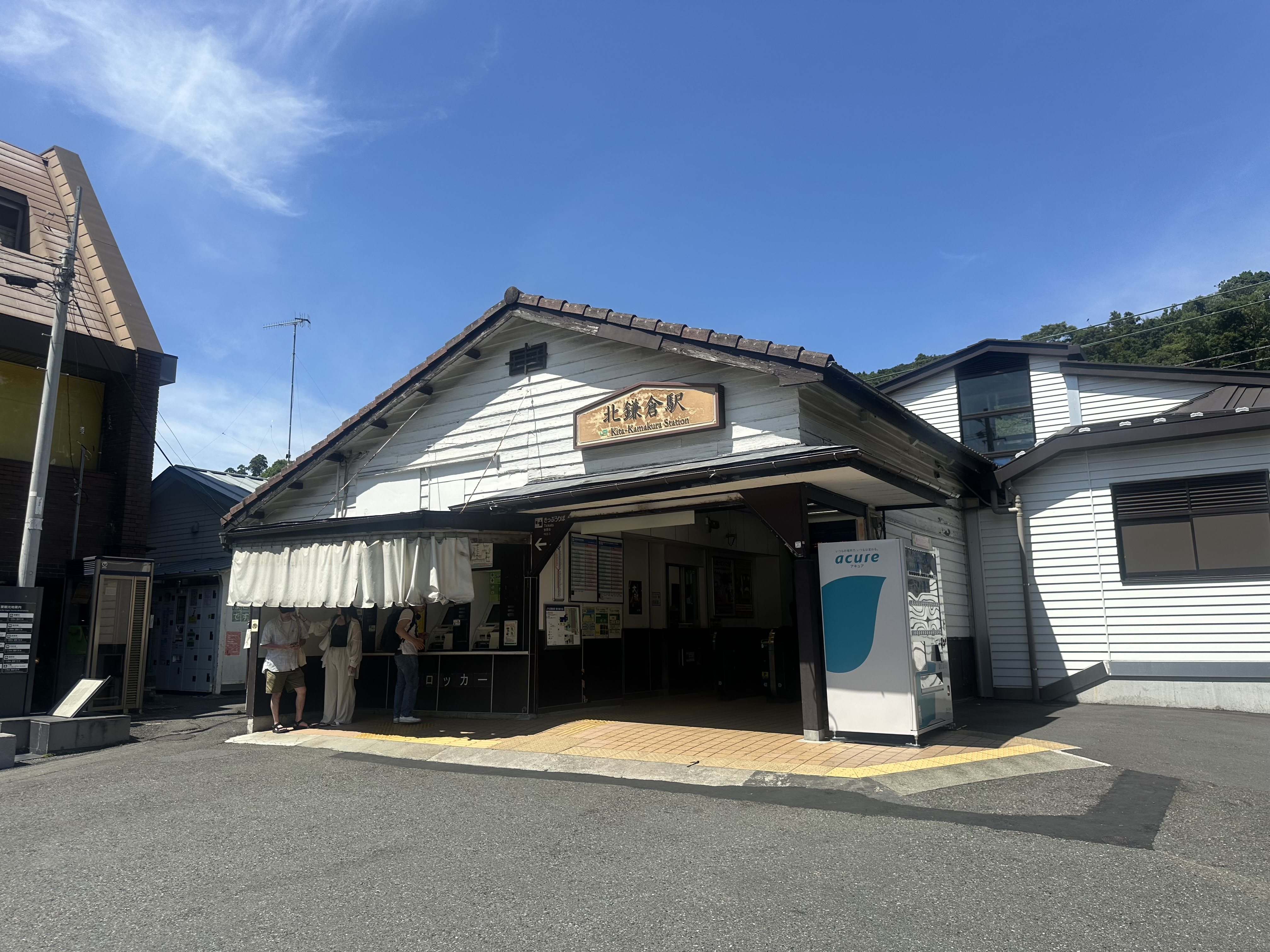
北鎌倉駅（2025年6月21日撮影）
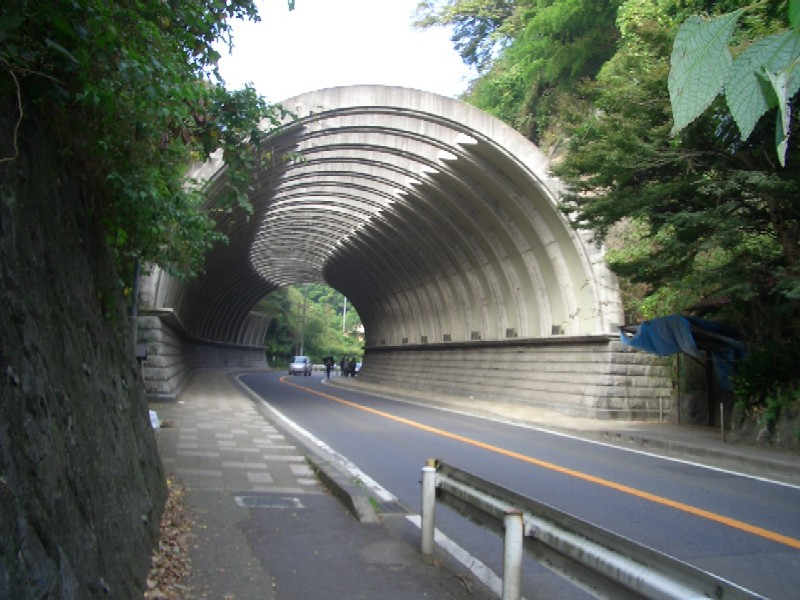
巨福呂坂洞門（こぶくろざかどうもん。2004年11月9日撮影） - 鎌倉市山ノ内に所在する落石防護施設。鎌倉方面から横浜方面を望む。巨福呂坂が近くにあることから、1993年5月の竣工時にこう名付けられた。

八幡宮前交差点から滑川交差点までは若宮大路（わかみやおおじ）とも呼ばれている。このうち、八幡宮前交差点（三の鳥居）から旧鎌倉警察署前交差点（二の鳥居）までの約500mは、段葛（だんかずら）と呼ばれる歩行者専用の参道が道路中央にあるため、車道はその両側に方向別に分離されている（若宮大路の項目も参照のこと）。
この区間は駐停車禁止となっているが、特に横浜方面への車線は路上駐車が常時多く、また、2002年（平成14年）頃からは人力車の通行が増えており、それぞれ渋滞の一因となっている。
鎌倉駅入口交差点（神奈川県道303号鎌倉停車場線）、鎌倉郵便局などを経ると、横須賀線のガード下をくぐる形で立体交差する。1910年（明治43年）から1949年（昭和24年）までは、現在の鎌倉駅入口交差点付近の道路上に、江ノ島電鉄の終点である小町駅（後の鎌倉駅）が設けられていた。江ノ島電鉄は、小町駅から若宮大路の道路上を通り、横須賀線のガード下付近からは、現在使用されている線路と同じ経路を辿っていたという。現在、小町駅の跡は残っていない。

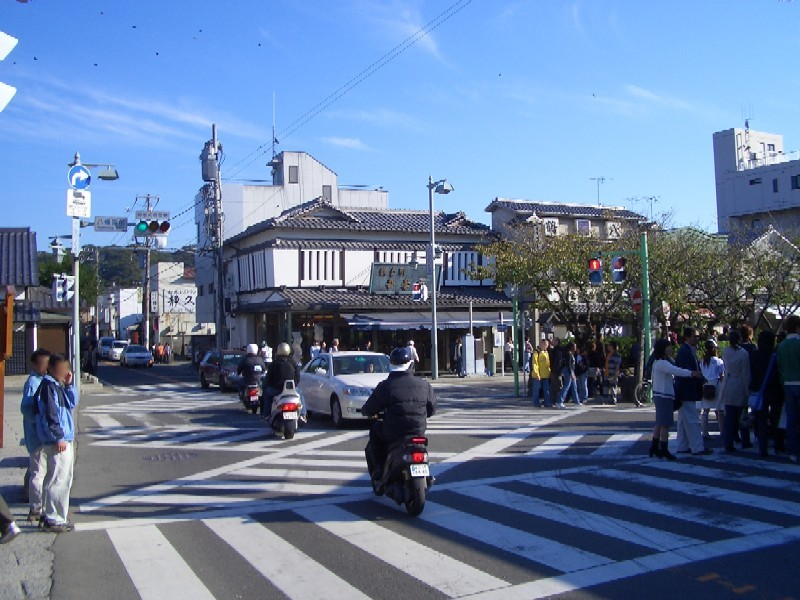
八幡宮前交差点（2004年10月17日撮影） - 鎌倉市雪ノ下2丁目に所在。神奈川県道204号金沢鎌倉線の終点。画面左奥が神奈川県道204号金沢鎌倉線金沢方面、右手が県道21号滑川交差点方面、手前が県道21号横浜方面。左手は鶴岡八幡宮。
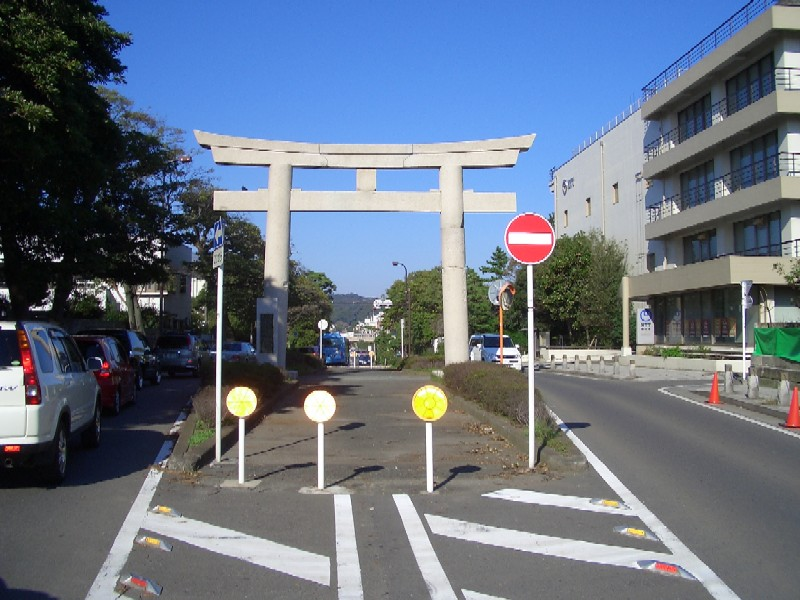
一の鳥居（いちのとりい）（2004年10月17日撮影）
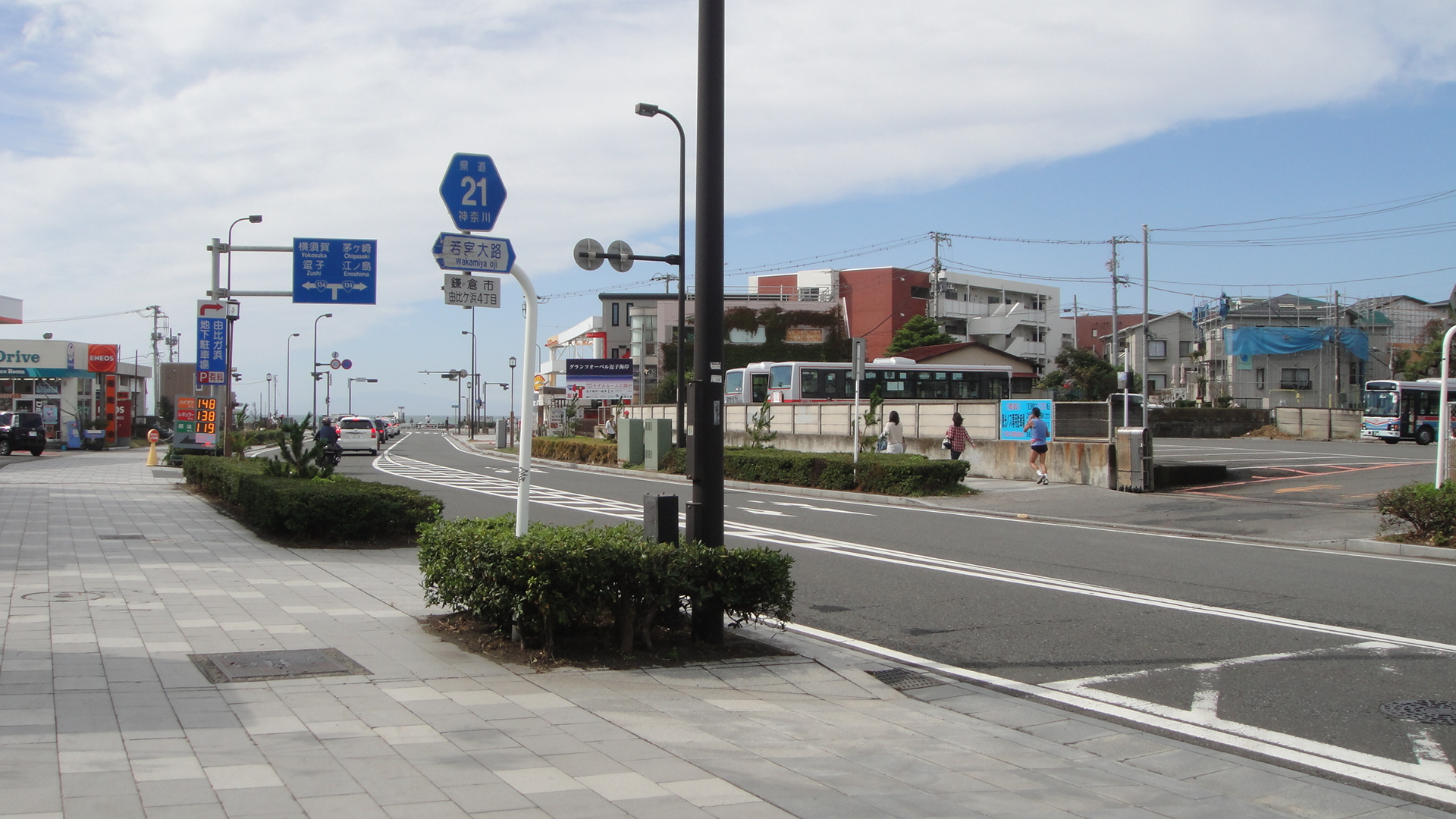
終点付近（2011年10月16日撮影）
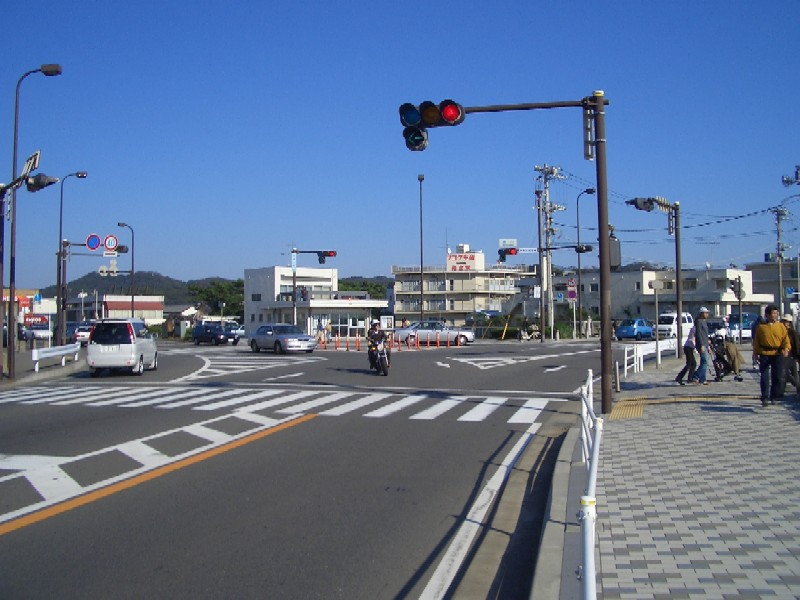
滑川交差点（2004年10月17日撮影） - 鎌倉市由比ガ浜4丁目に所在。画面手前が国道134号大磯方面、右奥が国道134号横須賀方面、左奥が県道21号横浜方面。

横須賀線のガードにほど近い下馬（げば）交差点（直近のバス停名から「下馬四ツ角」とも呼ばれる）では、神奈川県道311号鎌倉葉山線と直交する。左折する（東方向に曲がる）と小坪・逗子駅方面、右折する（西方向に曲がる）と長谷・神奈川県道32号藤沢鎌倉線・深沢方面となる。
更に300mほど進み、鎌倉警察署、一の鳥居を過ぎると、相模湾が視界に入り、500mほどで終点の滑川（なめりがわ）交差点となる。滑川交差点は丁字路で、国道134号と接続しており、左折する（東方向に曲がる）と渚橋・逗葉新道方面、右折する（西方向に曲がる）と由比ヶ浜・稲村ヶ崎・腰越・江の島方面となる。南側はすぐ相模湾に面した由比ヶ浜海水浴場となっており、毎年夏には鎌倉花火大会の花火をここから眺めることもできる。

## 地理
- 経路については「Google マップ」を参照。

### 通過する自治体
- 横浜市（中区、南区、港南区、栄区）
- 鎌倉市

### 交差する道路・周辺施設
| 交差する道路                          | 交差する道路                                 | 交差点名 | 交差点名 | 交差点名           |
| ------------------------------------- | -------------------------------------------- | -------- | -------- | ------------------ |
|                                       | 国道133号                                    | 横 浜 市 | 中 区    | 本町三丁目         |
| 国道16号                              | 国道16号                                     | 横 浜 市 | 中 区    | 尾上町             |
| 横浜市主要地方道80号横浜駅根岸線      | 横浜市主要地方道80号横浜駅根岸線             | 横 浜 市 | 中 区    | 長者町五丁目       |
| 横浜市主要地方道81号藤棚伊勢佐木線    | 横浜市主要地方道81号藤棚伊勢佐木線           | 横 浜 市 | 中 区    | 阪東橋             |
|                                       | 国道16号                                     | 横 浜 市 | 南 区    | 吉野町三丁目       |
| 首都高速神奈川3号狩場線               | 首都高速神奈川3号狩場線                      | 横 浜 市 | 南 区    | ※立体交差          |
| 環状1号                               |                                              | 横 浜 市 | 南 区    | 通町一丁目         |
| -                                     | 神奈川県道22号横浜伊勢原線（笹下釜利谷道路） | 横 浜 市 | 港 南 区 | 関ノ下             |
| 環状2号                               | 環状2号                                      | 横 浜 市 | 港 南 区 | 日野立体           |
| E16 横浜横須賀道路                    | E16 横浜横須賀道路                           | 横 浜 市 | 港 南 区 | 日野IC             |
| 環状3号                               |                                              | 横 浜 市 | 港 南 区 |                    |
| 本線                                  | 神奈川県道23号原宿六ツ浦線（環状4号）        | 横 浜 市 | 栄区     | 南河内             |
| 神奈川県道23号原宿六ツ浦線（環状4号） | 本線                                         | 鎌 倉 市 | 鎌 倉 市 | 鎌倉女子大前       |
| 神奈川県道301号大船停車場線           | -                                            | 鎌 倉 市 | 鎌 倉 市 | レイウェル鎌倉入口 |
| 神奈川県道302号小袋谷藤沢線           | 本線                                         | 鎌 倉 市 | 鎌 倉 市 |                    |
| 神奈川県道204号金沢鎌倉線             | 本線                                         | 鎌 倉 市 | 鎌 倉 市 | 八幡宮前           |
| 神奈川県道303号鎌倉停車場線           | -                                            | 鎌 倉 市 | 鎌 倉 市 | 鎌倉駅入口         |
| 神奈川県道311号鎌倉葉山線             | 神奈川県道311号鎌倉葉山線                    | 鎌 倉 市 | 鎌 倉 市 | 下馬               |
| 国道134号                             | 国道134号                                    | 鎌 倉 市 | 鎌 倉 市 | 滑川               |

### 周辺の施設
- 横浜市
  - 中区
    - 関内駅

  - 南区
    - 吉野町駅
    - 蒔田駅
    - 弘明寺駅（横浜市営地下鉄ブルーライン）
    - 南警察署

  - 港南区
    - 上大岡駅
    - 港南中央駅
    - 港南区役所・港南警察署

  - 栄区
    - 栄警察署
- 鎌倉市
  - 鎌倉女子大学
  - 大船警察署
  - 北鎌倉駅
  - 鎌倉警察署
    - 鎌倉駅